# Epiphyllum phyllanthus
Epiphyllum phyllanthus är en kaktusväxtart som först beskrevs av Carl von Linné, och fick sitt nu gällande namn av Adrian Hardy Haworth. Epiphyllum phyllanthus ingår i släktet Epiphyllum och familjen kaktusväxter.

## Underarter
Arten delas in i följande underarter:
- E. p. phyllanthus
- E. p. rubrocoronatum
- E. p. hookeri

## Bildgalleri

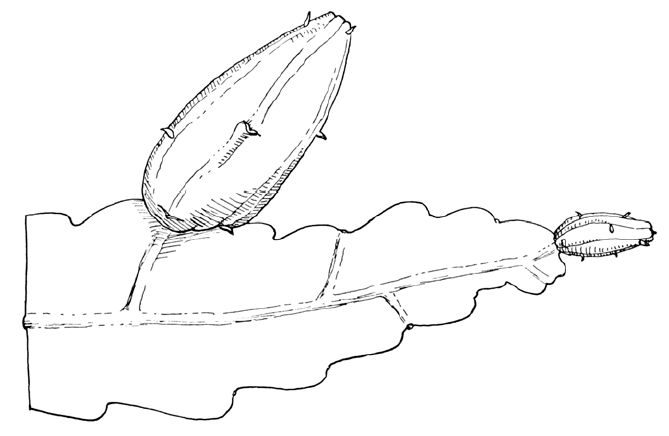